# Grote Markt (Mechelen)

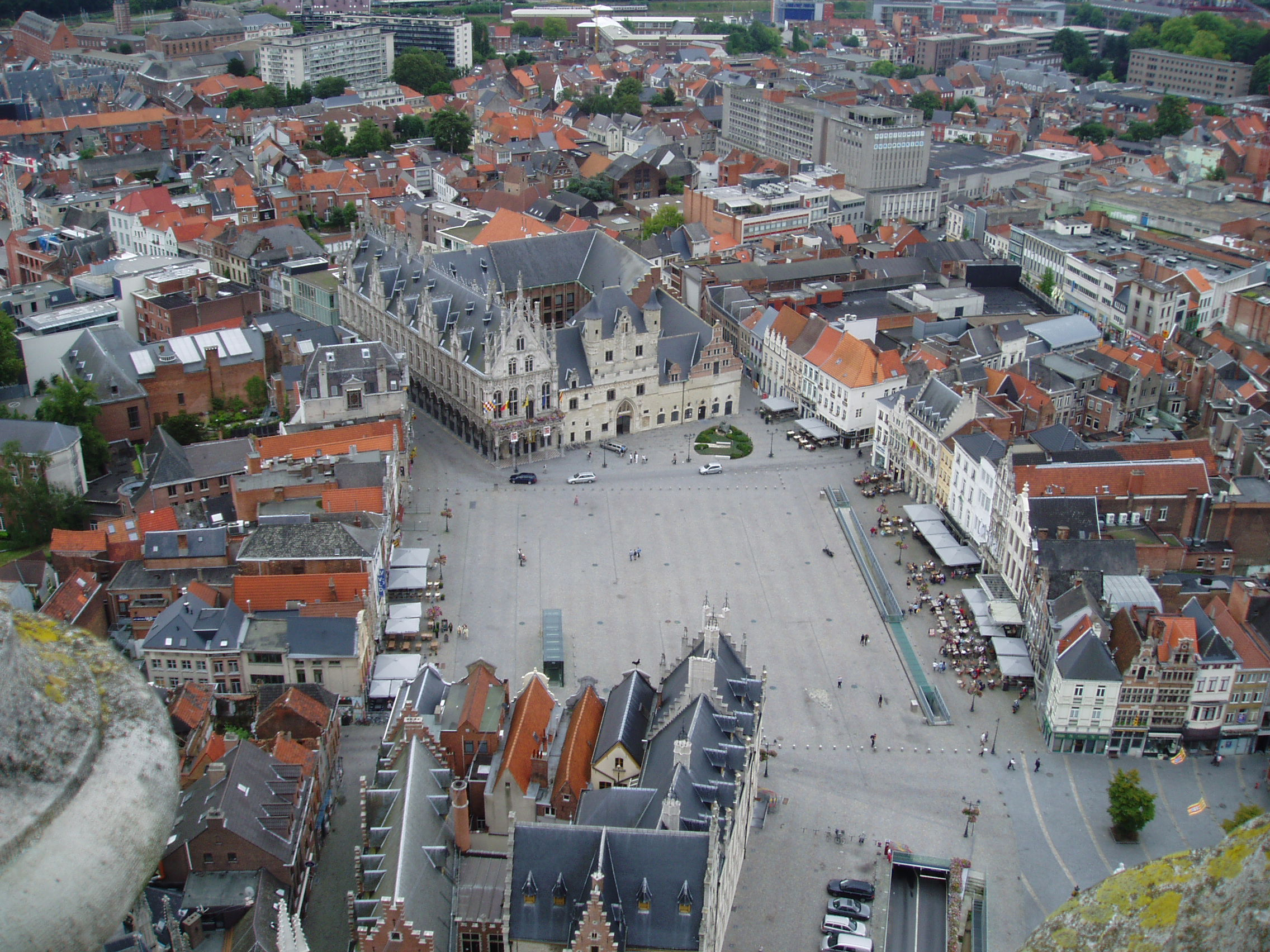
De Grote Markt gezien vanaf de Sint-Romboutskathedraal

De Grote Markt is het voornaamste plein in de stad Mechelen. Het plein meet ongeveer 1 hectare. Aan de Grote Markt ligt het stadhuis van Mechelen. 
Ook op de Grote Markt staan tal van historische gebouwen, waaronder:
- De Beyaerd met trapgevel met vier leeuwenfiguren en het Mechelse stadswapen. Dit pand werd in 1383 door de stad aangekocht en later ingericht als stadhuis. In 1919 namen de posterijen hier hun intrek.
- In het Haentien (1773) met gevel in Lodewijk XV-stijl met een vergulde haan op de spits van de gevel.
- In den Boer à la Mode met arduinen gevel in Lodewijk XV-stijl, die tot in 1902 in de Befferstraat stond.
- In het Suyckerhuys (1716) in Régencestijl.

Vroeger stond er op de Grote Markt een standbeeld van Margaretha van Oostenrijk, maar in 2006 is het beeld verplaatst naar de Schoenmarkt. Dichtbij staat de Sint-Romboutskathedraal en het Schepenhuis.
Vanaf de Grote Markt gaat de Bruul richting Fonteinbrug en de IJzerenleen richting Hoogbrug.